# Alexei Borissowitsch Sawaruchin
Alexei Borissowitsch Sawaruchin (russisch Алексей Борисович Заварухин; * 30. Oktober 1980 in Tscheljabinsk, Russische SFSR) ist ein ehemaliger russischer Eishockeyspieler, der unter anderem für den HK Traktor Tscheljabinsk, HK Sibir Nowosibirsk, HK Spartak Moskau und Awtomobilist Jekaterinburg in der Kontinentalen Hockey-Liga aktiv war. Seit 2016 gehört er dem Trainerstab des Juniorenteam von Traktor Tscheljabinsk an.

## Karriere
Alexei Sawaruchin begann seine Karriere als Eishockeyspieler in der Nachwuchsabteilung des HK Metschel Tscheljabinsk, für dessen zweite Mannschaft er in der Saison 1998/99 in der drittklassigen Perwaja Liga aktiv war. Anschließend wechselte er zum Stadtnachbarn HK Traktor Tscheljabinsk, für den er nach einem Jahr bei dessen zweiter Mannschaft von 2000 bis 2006 in der Wysschaja Liga, der zweiten russischen Spielklasse, auf dem Eis stand. In der Saison 2005/06 gelang dem Angreifer mit dem HK Traktor als Zweitligameister der Aufstieg in die Superliga. In der höchsten russischen Eishockeyliga spielte er zwei Jahre lang für den HK Traktor, ehe der Klub zur Saison 2008/09 in die neu gegründete Kontinentale Hockey-Liga aufgenommen wurde. In der KHL erzielte er in ihrer Premierenspielzeit in 59 Spielen 24 Scorerpunkte, davon zehn Tore.
Während der Saison 2009/10 wechselte Sawaruchin mehrfach den Verein. Zunächst begann er die Spielzeit beim HK Spartak Moskau, anschließend wurde er von Neftechimik Nischnekamsk verpflichtet, ehe er die Saison bei seinem Ex-Klub HK Traktor Tscheljabinsk beendete.
Zur Saison 2010/11 unterschrieb der Russe einen Vertrag beim HK Sibir Nowosibirsk, ehe er im September 2011 aus diesem entlassen wurde. Danach absolvierte er vier Spiele für den HK Metschel Tscheljabinsk, ehe er vom HK Spartak Moskau verpflichtet wurde. Für Spartak kam er in der Folge in 48 KHL-Partien zum Einsatz.
Ab Juni 2012 stand Sawaruchin bei Awtomobilist Jekaterinburg unter Vertrag, ehe dieser im November des gleichen Jahres aufgelöst wurde.

## Erfolge und Auszeichnungen
- 2006 Meister der Wysschaja Liga und Aufstieg in die Superliga mit dem HK Traktor Tscheljabinsk

## Karrierestatistik
(Legende zur Spielerstatistik: Sp oder GP = absolvierte Spiele; T oder G = erzielte Tore; V oder A = erzielte Assists; Pkt oder Pts = erzielte Scorerpunkte; SM oder PIM = erhaltene Strafminuten; +/− = Plus/Minus-Bilanz; PP = erzielte Überzahltore; SH = erzielte Unterzahltore; GW = erzielte Siegtore; 1 Play-downs/Relegation; Kursiv: Statistik nicht vollständig)